# Бегимли
Бегимли (азерб. Bəyimli) — посёлок городского типа в Зердабском районе Азербайджана. Посёлок расположен в 30 км от железнодорожной станции Уджары (на линии Евлах — Кази-Магомед).
Статус посёлка городского типа с 1968 года. Уроженцы Бегимли — братья Шириновы.

## Население
| 1970 | 1979 | 1989 | 2011 |
| ---- | ---- | ---- | ---- |
| 724  | 914  | 1009 | 900  |